# Halysium
Halysium es un género de foraminífero bentónico considerado un homónimo posterior de Halysium Corda, 1837, y un sinónimo posterior de Arthrodendron de la familia Aschemocellidae, de la superfamilia Hormosinoidea, del suborden Hormosinina y del orden Lituolida. Su especie tipo era Halysium problematicum. Su rango cronoestratigráfico abarcaba el Holoceno.

## Discusión
Clasificaciones previas incluían Halysium en el suborden Textulariina del orden Textulariida o en el orden Lituolida sin diferenciar el suborden Hormosinina.

## Clasificación
Halysium incluía a la siguiente especie:
- Halysium problematicum